# 가문의 영광 4 - 가문의 수난
《가문의 수난》은 가문의 영광 시리즈의 네 번째 작품이다. 2011년 9월 8일에 개봉했다.

## 줄거리
가문의 출국 금지가 풀리게 되었다. 기업의 성공에 심취해 안일한 생활을 보내던 홍 회장 일가는 난생 처음 출국 금지 해제 소식에 첫 해외 여행을 준비하게 된다. 홍 회장(김수미), 장인재 (신현준), 장석재(탁재훈), 장경재(임형준)와 함께 떠난 여행에서 그들은 다른 이에게 쫓기게 되고 말았다. 

## 출연진
- 신현준 .... 장인재
- 현영 .... 효정
- 김수미 .... 홍덕자 여사
- 탁재훈 .... 장석재
- 임형준 .... 장경재
- 정준하 .... 종면
- 김지우 .... 후지코 모리
- 정웅인 .... 김현준
- 강예빈 .... 스튜디어스
- 정만식 .... 이세키 겐지
- 유민 .... 일본인 아나운서
- 김성주 ... 한국인 아나운서
- 유상무 ... 공항 검색 요원
- 장동민 ... 공항 검색 요원
- 이재훈 ... 일본 경찰
- 박철민 ... 스키모토
- 조원희 ... 일본 편의점 직원
- 고윤 ... 일본 싸움꾼 역
- 허팝